# جسر أروبا الطبيعي
جسر أروبا الطبيعي كانت منطقة جذب سياحي في حديقة أريكوك الوطنية في أروبا والتي تكونت بشكل طبيعي من الحجر الجيري المرجاني. انهار في 2 سبتمبر 2005.
كان القوس الطبيعي، الذي يبلغ ارتفاعه حوالي 25 قدمًا (7.6 متر) وطوله 100 قدم (30 مترًا)، من بقايا كهف قديم.